# ピーターパンシリーズ
ピーターパンシリーズ（英: Peter Pan）とは、日本のプロレス団体「DDTプロレスリング」が2009年から毎年、定期開催されている興行イベント。

## 概要
開催地により「（開催地）ピーターパン」のタイトルで開催されている。

## シリーズ
| イベント               | 日付          | 開催都市 | 会場       | 動員数   | メインイベント                                           | 備考 |
| ---------------------- | ------------- | -------- | ---------- | -------- | -------------------------------------------------------- | ---- |
| 国技館ピーターパン     | 2009年8月23日 | 東京     | 両国国技館 | 8,865人  | KO-D無差別選手権 HARASHIMA vs 飯伏幸太                   |      |
| 国技館ピーターパン2010 | 2010年7月25日 | 東京     | 両国国技館 | 8,800人  | KO-D無差別選手権 関本大介 vs HARASHIMA                   |      |
| 国技館ピーターパン2011 | 2011年7月24日 | 東京     | 両国国技館 | 8,660人  | KO-D無差別選手権 石川修司 vs KUDO                        |      |
| 武道館ピーターパン     | 2012年8月18日 | 東京     | 日本武道館 | 10,124人 | KO-D無差別選手権 飯伏幸太 vs ケニーオメガ                |      |
| 国技館ピーターパン2013 | 2013年8月18日 | 東京     | 両国国技館 | 9,000人  | KO-D無差別選手権 入江茂弘 vs HARASHIMA                   |      |
| 両国ピーターパン2014   | 2014年8月17日 | 東京     | 両国国技館 | 9,100人  | KO-D無差別選手権 HARASHIMA vs 木高イサミ vs ケニーオメガ |      |